# 高井藩
高井藩（たかいはん）は、信濃国に存在した尾張藩の支藩。尾張藩2代藩主・徳川光友の次男である松平義行が、1681年に高井・水内・伊那3郡内で3万石を与えられて成立した。1700年に領地の半ばが交換され、新たに領地となった美濃国高須が居所と定められたために、これ以後の松平義行の藩は高須藩と呼ばれることになる。伊那郡内1万5000石の領地については高須藩の飛び地領として明治維新期まで残った。

## 呼称
松平義行の封地については信濃国の「高取」とする記述もあり、「高取藩」という藩名が使われる例もあるが、「高取」という地名の所在は不明である。
義行の封地が「高取」であることは、元禄年間の『国花万葉記』や『武鑑』『節用集』『国尽』といった書籍に見られる記述という。しかし、元禄期から50年あまり後に瀬下敬忠が信濃国の地誌『千曲之真砂』（宝暦3年（1753年）完成）を編纂した時点で、「高取」は所在・由来不明の地名となっていた。『千曲之真砂』の考証によれば、元禄の頃に出版された地図『日本国大絵図』では信濃国南部に「高取が嶽」という山を描き、その付近に高取城を記すといい、『武鑑』に記された「高取城」の江戸からの距離は、高遠付近に所在することを示すという。『千曲之真砂』では、義行が伊那郡で陣屋を構えたのが竹佐であることから、「竹佐」を誤って「高取」としたのだろうという推測を紹介している。
同時代には「松平摂津守様御領分」などと称されたその領地について、歴史用語としては、大名居所の地名を付さず単に「松平義行領」あるいは「尾張支藩領」「尾張支藩松平義行領」と呼称することが多く見られる。
高須移転以前にさかのぼって義行の藩を「高須藩」として扱う例もあるが、元禄4年（1691年）までは小笠原貞信が藩主である高須藩が存在している。

## 歴史

### 尾張藩御連枝の創出
尾張藩2代藩主・徳川光友は、実子3人を尾張徳川家の分家（御連枝）とした。すなわち、二男・松平義行、三男・松平義昌（大久保松平家。のち陸奥梁川藩主）、十一男・松平友著（川田久保松平家、のち内分分知）の3人である。義行は正室千代姫（徳川家光の長女）の子で、嫡男徳川綱誠に准じる待遇であった。義昌は実際には長男であったが庶出であったために三男として扱われた人物で、のちに千代姫の養子となっている。友著も庶出であるが、千代姫の養子となった。この3人の処遇には千代姫の影響も考えられている。義行が定紋とした「菊輪に三つ葉葵」は、母の使用していた紋であるという。
松平義行に始まる家は、江戸の四谷に上屋敷を構えたことから「四谷松平家」とも、のちに高須藩に移ったことから「高須松平家」あるいは「高須藩松平家」とも呼ばれる。光友が創設した御連枝三家のうち、大久保松平家と川田久保松平家は早くに絶え、高須松平家のみが幕末期まで存続することになる。

### 立藩から廃藩まで

#### 松平義行領3万石の成立
天和元年（1681年）、幕府は光友の願いによって、二男・松平義行（摂津守）に信濃国伊那郡・高井郡・水内郡内で3万石を与えて大名とした。3万石の知行地の分布は、南部の伊那郡で1万5000石、北部の高井郡・水内郡で1万5000石という（#領地節参照）。
義行と義昌の2人は大名に列する以前より光友と同道して参府御暇（参勤交代）を行い、これは大名となった後も同様であった。老齢で病身の父親を支える息子として、交替で名古屋と江戸に詰める存在と言うことができる。義行は信濃3郡内の大名であった時期も単独で参府を行っておらず、尾張藩とは別の領知判物を下された万石以上の領主とはいえ、いわゆる「大名」や「藩」としての自立性は欠くという指摘がある。

#### 美濃高須への移転
元禄13年（1700年）、義行は信濃国高井郡・水内郡の領地を返上し、代わって美濃国石津郡・海西郡内で1万5000石の領地が与えられた。
これについて、高井郡の領地には城下町の建設に十分な広さがなかったために、義行が領地替えを望んだとされている。義行が希望したのは、地形的に広い上伊那の片桐付近（現在の上伊那郡中川村片桐・松川町上片桐周辺）の幕領であったが、幕府は空地となっていた美濃高須付近で1万5000石をまとめて引き渡したという。本藩の尾張藩に近く、高須城以来の城下町がすでに形成されていることなどが理由として推測される。
義行は美濃国石津郡の高須陣屋を居所と定めたため、これによって美濃高須藩が立藩したとみなされ、信濃国内3万石のこの藩は廃藩となったとされる。伊那郡内における1万5000石の所領は高須藩領として残った（#領地節参照）。

## 領地

### 高井郡・水内郡
松平義行の領地は、信濃国北部の高井郡・水内郡で1万5000石とされる。このうち水内郡では権堂村（現在の長野市中心部に含まれる権堂町付近）など5040石を知行していたという記述もある。
元和2年（1616年）の川中島藩主松平忠輝改易後、その旧領は幕府領や大小の私領によって分割された。なお、高井郡は信濃国屈指の穀倉地帯とされている。義行の領地となった高井郡新野村（現在の長野県中野市新野）には新野陣屋が置かれた。『角川日本地名大辞典』では、「高取藩」の陣屋が新野村に置かれたとある。
元禄13年（1700年）に松平義行の高井郡・水内郡内の領地が幕府領に戻されると、新野陣屋は幕府領の陣屋として継続して用いられ、享保年間まで存続した。

### 伊那郡
信濃国南部の伊那郡には、1万5000石の知行地があった。伊那郡46か村の支配のために伊那郡竹佐村（現在の飯田市竹佐）の田府高屋（だぶたかや）に竹佐陣屋を置き、郡代を派遣した。
伊那郡の領内には天竜川が流れており、江戸時代を通じてしばしば水害を発生させた。天和3年（1683年）には大規模な洪水があり、たとえば伊久間村（現在の下伊那郡喬木村伊久間）の村高は事前と事後の検地で50石ほどの減少を見せている。
元禄13年（1700年）に北信2郡と西濃2郡で領地替えが行われて以降も、伊那郡内の1万5000石は引き続き義行の知行地として残った。以後幕末・明治維新まで、高須藩の飛び地領として竹佐陣屋（竹佐代官所。「山本役所」などとも称された）を通して支配された。

## 歴代藩主
四谷松平家（高須松平家）
親藩・御連枝 3万石。
1. 義行（よしゆき）〔従四位下、摂津守・少将〕

## 備考
- 津の守坂 - 東京都新宿区内の坂。「摂津守」を称した松平義行の上屋敷の脇を通ることに由来。